# Simone Couderc
Pour les articles homonymes, voir Couderc.
Simone Couderc est une cantatrice française, née à Cruzy (Hérault) le 3 juin 1911 et morte à Toulon le 16 novembre 2005.
Membre de la troupe de l'Opéra de Paris (RTLN), elle s'illustra particulièrement dans les grands rôles de mezzo-soprano du répertoire : Amneris (Aïda), Dalila (Samson et Dalila), Orphée (Orphée et Eurydice), Kundry (Parsifal), Carmen, Santuzza (Cavalleria rusticana), Baba la turque (The Rake's Progress), La Mère (Louise), etc.

## Biographie
Simone Couderc est très tôt attirée par toutes les formes d'expressions artistiques. Sa famille s'installant à Rouen, elle s'inscrit à l'école des beaux-arts pour y suivre des cours de peinture, sculpture et dessin, mais le hasard veut que Reynaldo Hahn l'entende alors qu'elle chante dans une église. Le compositeur attiré par la voix et la personnalité de la cantatrice en herbe lui conseille de prendre des cours de chant. Simone Couderc s'inscrit alors au conservatoire de Rouen dans la classe du ténor Henri Saint-Cricq. Après avoir obtenu ses prix, elle intègre le Conservatoire de Paris dans la classe de Mme Cesbron-Viseur.
À l'occasion d'une audition, le ténor Tito Schipa lui propose de chanter à ses côtés le rôle de Charlotte dans Werther. Ce projet n'a pu aboutir à cause du déclenchement de la guerre. Simone Couderc entre alors sous le pseudonyme de Simone Dercourt dans les chœurs de l’Opéra de Paris, où elle se voit confier quelques petits rôles comme dans Pénélope de Gabriel Fauré. Grâce à des permissions accordées par la direction de l'Opéra, elle peut aborder parallèlement les premiers plans sur les scènes des opéras de province.
À la suite du succès et des nombreux contrats qu'on lui offre, elle quitte l'Opéra de Paris et commence une carrière de soliste à part entière. Durant la saison 1944-1945 elle chante Werther (Charlotte), aux côtés de José Luccioni et Margared dans Le Roi d'Ys auprès de son ancien professeur  Saint-Cricq à l'Opéra de Nice. Les grandes scènes lyriques de province lui proposent les grands rôles du répertoire : Dalila, Orphée, Azucena (Il trovatore), Léonore (La Favorite), Vénus (Lohengrin), etc.
Souvent comparée à la mezzo italienne Ebe Stignani pour la largeur et la longueur de sa voix (du do2 au contre-ré), elle se produit dans le monde entier : au Teatro Colón de Buenos Aires, en Belgique, à Athènes, à Alger et Oran, en Suisse, Copenhague, etc.
Retirée de la scène en 1976, elle se consacre à l'enseignement. Elle était mariée au critique et écrivain Stéphane Wolff.
Elle repose au cimetière de Narbonne.

## Carrière
Les productions auxquelles Simone Couderc a participé de 1943 à 1976 sont les suivantes :

## Discographie
- Georges Bizet / Jules Massenet : Mélodies - Pléiade p. 45135-39 (45 tours)
- Gaetano Donizetti : La Favorite (Léonore), avec Guy Fouché, Charles Cambon - Pléiade p. 3071 (33 tours)
- César Franck : Les Béatitudes (la Vierge), avec Denise Monteil, Xavier Depraz, Pierre Cochereau (dir.) - CL 340 6 (2CD)
- Giacomo Meyerbeer : Les Huguenots (Urbain), avec Renée Doria, Jeanne Rinella, Guy Fouché, Henri Médus, Adrien Legros, Jean Allain (dir.) - Pléiade p. 3085/86 (33 tours) - Enregistré en 1953 au théâtre de l'Apollo.
- Giuseppe Verdi : Othello (Emilia), avec Régine Crespin, José Luccioni, René Bianco. Direction musicale : Georges Sébastian - live Opéra de Paris, 1955 - Malibran Music CDRG 186 (2CD)
- Albert Wolff / Colette : Poèmes intimes, Répit - Mercury MPL 7073. Prix d'honneur de l'Académie du disque français
- Airs d'opéras français et mélodies espagnoles - Malibran Music MR 598
- Les Plus Belles Pages de l'opéra : La Favorite, Orphée, Carmen, Samson et Dalila - Pléiade p. 45132-45133- 45141 (45 tours longue durée)

## Source
- Biographie sur Malibran.com